# Мелвін оп дер Гейде
Мелвін оп дер Гейде (Melvyn op der Heijde; нар. 11 червня 1975) — колишній чехословацький тенісист.
Найвищу одиночну позицію світового рейтингу — 231 місце досяг 10 жовтня 2005, парну — 259 місце — 26 грудня 2005 року.

## Титули ITF Ф'ючерс

### Одиночний розряд: (6)
| Ранг | Дата     | Турнір                | Покриття | Суперник           | Рахунок          |
| ---- | -------- | --------------------- | -------- | ------------------ | ---------------- |
| 1.   | Тра 1999 | Італія F7, Верона     | Ґрунт    | Райнер Фаленті     | 6–3, 2–6, 6–3    |
| 2.   | Тра 2004 | США F11, Орандж-Парк  | Ґрунт    | Горан Драгичевич   | 6–4, 6–0         |
| 3.   | Лис 2004 | КНР F3, Цзянмень      | Тверде   | Чжу Беньцян        | 6–4, 6–2         |
| 4.   | Гру 2004 | Катар F5, Доха        | Тверде   | Артем Сітак        | 6–4, 6–3         |
| 5.   | Січ 2005 | ОАЕ F1, Дубай         | Тверде   | Александер Гартман | 6–4, 6–0         |
| 6.   | Чер 2005 | Нідерланди F1, Алкмар | Ґрунт    | Торстен Попп       | 4–6, 7–6(5), 6–0 |

### Парний розряд: (3)
| Ранг | Дата     | Турнір                                           | Покриття | Партнер                   | Суперники                   | Рахунок  |
| ---- | -------- | ------------------------------------------------ | -------- | ------------------------- | --------------------------- | -------- |
| 1.   | Вер 2001 | Нідерланди F2, Алфен-ан-ден-Рейн (муніципалітет) | Ґрунт    | Ян Вайнцірль              | Емін Агаєв Томас Блейк      | 6–3, 6–4 |
| 2.   | Вер 2001 | Україна F2, Горлівка                             | Ґрунт    | Кирило Іванов-Смоленський | Іван Цинкус Гергей Кішдєрдь | 6–2, 6–4 |
| 3.   | Кві 2004 | Німеччина F4, Гоенбрунн                          | Ґрунт    | Едвін Кемпес              | Андреас Бек Торстен Попп    | 7–5, 6–4 |